# Big Muff
Big Muff este o piesă instrumentala  a formației britanice Depeche Mode. Piesa a apărut pe albumul Speak and Spell, în 1981.